# No contest
Negli sport da combattimento, il no contest (abbreviato in "NC") è la causa di interruzione anticipata dell'incontro per circostanze non imputabili agli atleti in lotta.

## Effetti
Da regolamento, in un incontro concluso per "no contest" non viene decretato né un vincitore né uno sconfitto.

## Cause
Tra le cause che possono indurre l'arbitro a dichiarare un "no contest", rientrano:
- il ferimento di un atleta con gravità tale da pregiudicare il proseguimento della lotta;
- la squalifica di entrambi i contendenti;[3]
- scoperta di atti volti alla manomissione dell'incontro (combine o utilizzo di doping).

Tra le discipline che prevedano tale casistica, vanno citati il pugilato, le arti marziali miste e il wrestling. Può inoltre essere dichiarato dopo il combattimento, per cause diverse da quelle sopra esposte. Agli albori del pugilato, inoltre, poteva avere luogo anche in caso di deterioramento dell'area adibita alla lotta, condizioni meteorologiche avverse oppure intervento delle forze dell'ordine (non essendo, all'epoca, la nobile arte legale in tutti gli Stati).

## Casi particolari
Il 25 ottobre 1968 il pugile italiano Alessandro Mazzinghi mise in palio il suo titolo mondiale dei medi junior contro lo sfidante nº 1 della categoria, il temibilissimo Freddie Little. Il match si combatté al Palazzo dello Sport di Roma: lo statunitense, scatenato, ferì Mazzinghi su entrambe le orbite sopracciliari; il toscano non era più in grado di proseguire e l'arbitro interruppe l'incontro, ma anziché assegnare la vittoria allo sfidante per KO tecnico, decretò un verdetto di no contest che consentì a Mazzinghi - almeno temporaneamente - di conservare il titolo. 
In realtà l'interruzione era giunta alla fine dell'ottava ripresa, cioè nella seconda parte dell'incontro: per regolamento, quindi, non poteva essere decretato il no contest. Sorsero immediatamente altre polemiche che si placarono solo con la privazione del titolo di Mazzinghi "a tavolino" da parte delle due principali federazioni mondiali del pugilato, per evidente errore tecnico.
Curiosamente, anche il successivo match di Mazzinghi si chiuderà con un no contest controverso: il 28 marzo 1969 a Roma il pugile italiano si trovò in difficoltà contro il modesto cubano Wilfredo Hurst e l'arbitro sospese la sfida.